# Meslay-le-Vidame
Meslay-le-Vidame é uma comuna francesa na região administrativa do Centro, no departamento Eure-et-Loir. Estende-se por uma área de 14,56 km². Em 2010 a comuna tinha 535 habitantes (densidade: 36,7 hab./km²).